# 魯德尼亞 (赫梅利尼茨基州)
49°22′16″N 27°33′57″E / 49.37111°N 27.56583°E
魯德尼亞（羅馬化：Rudnia）是位於烏克蘭西部的村莊，由赫梅利尼茨基州赫梅利尼茨基區的萊蒂奇夫市鎮負責管轄。該村面積1.65平方公里，海拔高度274米，2001年人口344，人口密度每平方公里206人。